# Asperula capitellata
Asperula capitellata là một loài thực vật có hoa trong họ Thiến thảo. Loài này được Hausskn. & Bornm. mô tả khoa học đầu tiên năm 1941.